# Quadro de medalhas dos Jogos Parapan-Americanos de 2019
O quadro de medalhas dos Jogos Parapan-Americanos de 2019 é uma lista que classifica os Comitês Paralímpicos Nacionais (CPN) das Américas de acordo com o número de medalhas (ouro, prata e bronze) conquistadas nos jogos realizados em Lima, no Peru.

## O quadro
O quadro de medalhas está classificado de acordo com o número de medalhas de ouro, estando as medalhas de prata e bronze como critérios de desempate em caso de países com o mesmo número de ouros.
Foram disputadas 370 finais em 16 modalidades paralímpicas e em uma não paralímpica.
Devido ao baixo número de inscritos,19 eventos em 6 esportes não distribuíram medalhas de bronze: no paratletismo  (14), bocha (1),Para-Ciclismo  (2) ,judô (1), judô,Para-natação  (1) e para-tênis de mesa  (1),totalizando 19 medalhas de bronze a menos.Um caso parecido aconteceu em outros eventos do judô (2 categorias), no  para-taekwondo (1 categoria) e no para-tênis de mesa (3) em que os perdedores das semifinais de cada categoria ganhavam duas medalhas de bronze,mas também contavam com poucos atletas inscritos, isso forçou a alteração do formato da competição destes eventos e assim,apenas 1 medalha de bronze foi entregue em um evento da Para-natação ,apenas duas atletas estavam inscritas,o que resultou na entrega de apenas 1 medalha de ouro. 
     País sede destacado.
| Ordem | País                     | Medalha de ouro | Medalha de prata | Medalha de bronze |       |
| ----- | ------------------------ | --------------- | ---------------- | ----------------- | ----- |
| 1     | BRA Brasil               | 124             | 99               | 85                | 308   |
| 2     | USA Estados Unidos       | 58              | 62               | 65                | 185   |
| 3     | MEX México               | 55              | 58               | 45                | 158   |
| 4     | COL Colômbia             | 47              | 36               | 50                | 133   |
| 5     | ARG Argentina            | 26              | 38               | 43                | 107   |
| 6     | CAN Canadá               | 17              | 21               | 22                | 60    |
| 7     | CUB Cuba                 | 13              | 10               | 16                | 39    |
| 8     | CHI Chile                | 11              | 12               | 11                | 34    |
| 9     | ECU Equador              | 5               | 6                | 5                 | 16    |
| 10    | PER Peru                 | 5               | 3                | 7                 | 15    |
| 11    | VEN Venezuela            | 2               | 10               | 21                | 33    |
| 12    | TTO Trinidad e Tobago    | 2               | 1                | 1                 | 4     |
| 13    | BER Bermudas             | 2               | 1                |                   | 3     |
| 14    | URU Uruguai              | 1               |                  | 1                 | 2     |
| 15    | ESA El Salvador          | 1               |                  |                   | 1     |
|       | GUA Guatemala            | 1               |                  |                   | 1     |
| 17    | DOM República Dominicana |                 | 3                | 2                 | 5     |
| 18    | CRC Costa Rica           |                 | 3                | 1                 | 4     |
| 19    | PUR Porto Rico           |                 | 3                |                   | 3     |
| 20    | JAM Jamaica              |                 | 2                | 2                 | 4     |
| 21    | PAN Panamá               |                 | 1                | 1                 | 2     |
| TOTAL | TOTAL                    | 370             | 369              | 378               | 1 117 |